# Matías Donato
Matías Donato (Remedios de Escalada, provincia de Buenos Aires, 15 de enero de 1999) es un futbolista argentino que juega como delantero. Es hijo del exfutbolista Hugo Daniel Donato. En la actualidad milita en Talleres (RE), de la Primera Nacional de Argentina.  

## Clubes
| Club                        | País      | Año         |
| --------------------------- | --------- | ----------- |
| Lanús                       | Argentina | 2018-2019   |
| Atlanta                     | Argentina | 2020        |
| Ramón Santamarina (Tandil)  | Argentina | 2020-2021   |
| Mitre (Santiago del Estero) | Argentina | 2021        |
| Atlanta                     | Argentina | 2022        |
| San Martín (SJ)             | Argentina | 2023        |
| Talleres (RE)               | Argentina | 2023-2024   |
| Mitre de Posadas            | Argentina | 2024 - Act. |